# Jurij Vasziljevics Malisev
Jurij Vasziljevics Malisev (oroszul: Ю́рий Васи́льевич Ма́лышев) (Volgográd, Nyikolajevszkij, 1941. augusztus 27. – 1999. november 8.) szovjet űrhajós.

## Életpálya
A katonai főiskola elvégzését követően 1964-től repülőtiszt. 1967. május 7-től részesült űrhajóskiképzésben. 1977-ben elvégezte a Gagarin-repülőakadémiát. 11 napot, 19 órát és 59 percet töltött a világűrben. 1988. június 20-án köszönt el az űrhajósok családjától.

## Űrrepülések
- Szojuz–22 űrrepülés tartalék parancsnoka volt,
- Szojuz T–2 űrrepülés parancsnoka, a Szaljut–6 -ra szállított személyzetet.
- Szojuz T–11 fedélzetén az indiai Rakesh Sharma kutatóűrhajós társaságában indult a Szaljut–7 űrállomásra. Visszafelé a Szojuz T–10 űrhajóval érkeztek a Földre.
- Szaljut–6 második generációs űrállomáson teljesített szolgálatot.

## Kitüntetések
Kétszer kapta meg a Szovjetunió Hőse és a Lenin-rend kitüntetést. 1984-ben Indiai látogatása során magas kitüntetéssel ismerték el űrhajós szolgálatát.

## Külső hivatkozások
- Jurij Vasziljevics Malisev. spacefacts.de. (Hozzáférés: 2012. március 11.)
- Jurij Vasziljevics Malisev. astronautix.com. (Hozzáférés: 2012. március 11.)
- Georgij Tyimofejevics Beregovoj. warheroes.ru. (Hozzáférés: 2012. augusztus 11.)
- Georgij Tyimofejevics Beregovoj. astronaut.ru. (Hozzáférés: 2012. augusztus 11.)